# Koninkrijk Litouwen (1251-1263)

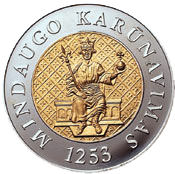
Munt ter gelegenheid van het 750e kroningsjaar van Mindaugas I

Het koninkrijk Litouwen (Litouws: Lietuvos Karalystė) was een historisch land in Noord-Europa dat bestond van 1251 tot 1263.
Nadat vorst Mindaugas zich in 1251 had laten dopen kreeg hij van paus Innocentius IV de koningstitel. In de zomer van 1253 werd hij gekroond. Tien jaar later, in 1263, werden hij en twee van zijn zoons vermoord door zijn neef Treniota en Daumantas van Pskov. Alleen Mindaugas' zoon Vaišvilkas wist te ontkomen. De Litouwers keerden zich weer tot het heidendom en de koningstitel verviel.